# Stureby
Stureby – dzielnica (stadsdel) Sztokholmu, położona w jego południowej części (Söderort) i wchodząca w skład stadsdelsområde Enskede-Årsta-Vantör. Graniczy z dzielnicami Bandhagen, Örby, Örby slott, Östberga, Enskedefältet, Gamla Enskede, Svedmyra i Gubbängen.
Według danych opublikowanych przez gminę Sztokholm 31 grudnia 2020 r. Stureby liczyło 8492 mieszkańców. Powierzchnia dzielnicy wynosi 2,03 km².
Stureby jest jedną ze stacji na zielonej linii (T19) sztokholmskiego metra.